# Rânghilești
Rânghilești – wieś w Rumunii, w okręgu Botoszany, w gminie Santa Mare. W 2011 roku liczyła 409 mieszkańców.